# Droga do Indii (telenowela)
Droga do Indii (Caminho das Índias, 2009) – brazylijska telenowela z 2009 roku. Serial składa się z 203 odcinków, (w Polsce na eksport ma 160) każdy po 50-80 minut. Serial był emitowany w Polsce przez telewizję Zone Romantica.

## Fabuła
Poruszająca historia miłosna, nagrodzona International Emmy Awards 2009 w kategorii najlepsza telenowela. Autorką scenariuszu jest twórczyni sukcesu telenoweli Klon, Gloria Perez.
Raj i Maya są młodymi, bogatymi Hindusami z kasty kupców. Raj zwiedził świat, zarządza dużą firmą i jest rozdarty między wartościami Wschodu i Zachodu. Maya jest samodzielną, spełniającą się w pracy kobietą po studiach, która zawsze uważała, że może sama decydować o swym losie, a już z pewnością o wyborze męża.
Raj jest zakochany w Dudzie, nowoczesnej, niezależnej Brazylijce, która cierpi z powodu uprzedzeń, z jakimi spotyka się ze strony rodziny Raja. Maya kocha Bahuana, przedsiębiorczego i wykształconego dalita (pariasa). Bahuan wciąż pamięta upokorzenia, których doznawał od dzieciństwa z powodu swej kastowej przynależności i wciąż walczy, by hinduskie społeczeństwo nie wyrzuciło go poza nawias.
Niezdolni do przeciwstawienia się tradycji i presji rodzin Maya i Raj zostają zmuszeni do porzucenia swoich ukochanych. Wkrótce losy dwójki bohaterów splatają się: ich rodziny aranżują ich małżeństwo. Czy Raj i Maya będą w stanie zbudować szczęśliwy związek, czy mają szansę na prawdziwą miłość? Czy rodząca się, krucha więź przetrzyma ujawnienie tajemnic przeszłości i niewygasłych namiętności?

## W rolach głównych
- Juliana Paes jako Maya Meetha Ananda
- Rodrigo Lombardi jako Raj Ananda
- Márcio Garcia jako Bahuan

- Tony Ramos jako Opash Ananda
- Eliane Giardini jako Indira Ananda
- Laura Cardoso jako Laksmi Ananda
- Cléo Pires jako Surya Ananda
- Danton Mello jako Amithab Ananda
- Caio Blat jako Ravi Ananda
- Isis Valverde jako Camilla Motta Gallo Ananda
- Flávio Migliaccio jako Karan Ananda
- Carolina Oliveira jako Chanti Ananda
- Osmar Prado jako Manu Meetha
- Nívea Maria jako Kochi Meetha
- Débora Bloch jako Sílvia Cadore
- Humberto Martins jako Ramiro Cadore
- Christiane Torloni jako Melissa Cadore
- Alexandre Borges jako Raul Cadore/Umberto Cunha
- Letícia Sabatella jako Yvone Magalhães/Yvone Cunha
- Caco Ciocler jako Murilo
- Bruno Gagliasso jako Tarso Cadore
- Marjorie Estiano jako Tônia
- Víctor Fasano jako Dario
- Tânia Khalil jako Duda
- Vera Fischer jako Chiara
- Totia Meireles jako Doktor Aída Motta
- André Gonçalves jako Gopal
- Ricardo Tozzi jako Komal Meetha
- André Arteche jako Indra
- Laura Barreto jako Lalit
- Neuza Borges jako Cema
- Sílvia Buarque jako Berê
- Antonio Calloni jako César Gallo Goulart
- Juliana Alves jako Suellen
- Nauhana Costa jako Malika
- Darlan Cunha jako Eliseu
- José de Abreu jako Sacerdote Pandit
- Lima Duarte jako Shankar
- Júlia Almeida jako Léinha
- Vitória Frate jako Júlia Cadore
- Ana Furtado jako Doktor Gabriela
- Stênio Garcia jako Dr Castanho
- Elias Gleizer jako Pan Cadore
- Betty Gofman jako Dayse
- Rosane Gofman jako Wal
- Ana Lima jako Doktor Cecília
- Cláudia Lira jako Nayana
- Mara Manzan jako Pani Ashima
- Jandira Martini jako Puja
- María Maya jako Inês Cadore
- Marcius Melhem jako Radesh
- Cacau Mello jako Deva
- Anderson Muller jako Abel
- Mussunzinho jako Maico
- Duda Nagle jako Zeca Gallo
- Ana Beatriz Nogueira jako Ilana Gallo Goulart
- Dira Paes jako Norminha
- Cadu Paschoal jako Hari
- Paula Pereira jako Durga
- Sidney Santiago jako Ademir
- Eva Todor jako Cidinha
- Marcio Vito jako Ramu
- Paulo José jako Życzliwy prorok

## Nagrody
Międzynarodowa nagroda Emmy 2009
- najlepsza ścieżka dźwiękowa